# Station Southend Victoria
Southend Victoria is een spoorwegstation van National Rail aan Victoria Avenue in het centrum van Southend-on-Sea in Engeland. Het station is eigendom van Network Rail en wordt beheerd door Greater Anglia.

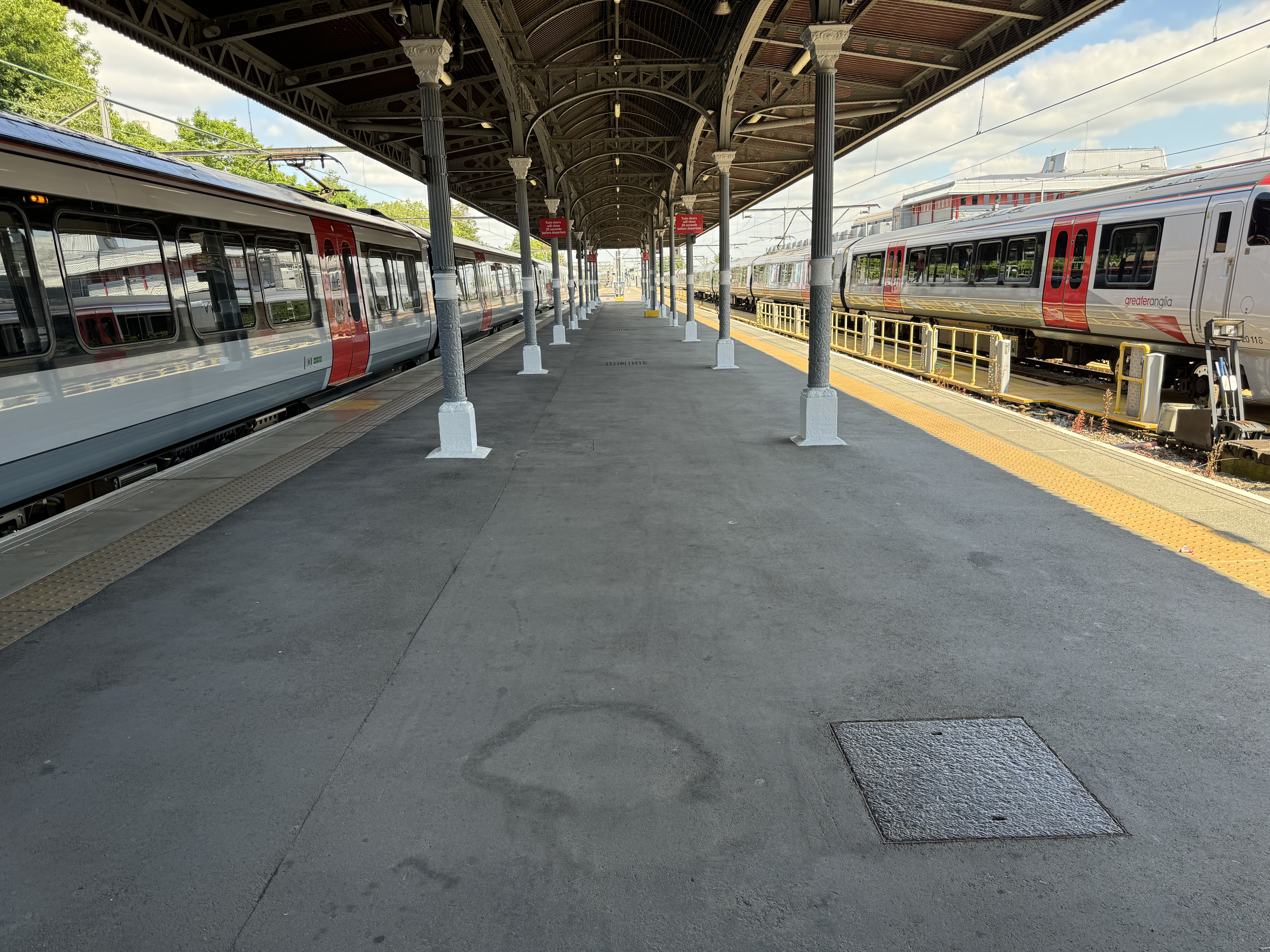
Stationsperrons 1 en 2, juni 2024

## Treinverbindingen
- 3x per uur (Stoptrein) London Liverpool Street - Shenfield - Wickford - Southend Airport - Prittlewell - Southend Victoria